# Конституция на Северна Корея
Конституцията на Северна Корея е създадена по модела на другите социалистически държави.
Тя установява централизирана правителствена система и отношенията между народа и управляващите. На 27 декември 1972 г. V велико народно събрание приема нова конституция, като заменя първата конституция от 1948 г. Новостите включват въвеждане на длъжностите президент и вицепрезидент, както и кабинет на министрите, наречен Централен народен комитет (ЦНК). Конституцията от 1972 г. е преразгледана през април 1992 г. и е ратифицирана от VI велико народно събрание. Южнокорейската преса публикува неофициален превод на документа в края на 1992 г.
Преразгледаната конституция има 171 члена и 7 глави (22 повече и 4 по-малко от тази от 1972 г.) Някои от по-важните промени са издигането на чуч'е за сметка на марксизма-ленинизма, прибавянето на нови членове, насърчаващи общите проекти, установяването на по-широки връзки с капиталистическите страни и др. Най-вече, новата конституция осигурява легитимност на назначаването на Ким Ир Сен от 1991 г. за върховен командващ на Въоръжените сили, като военните се поставят под командването на Националната комисия по отбраната, на която той е председател.
18-те члена на Първа глава се отнасят до политиката. Член 1 дефинира Северна Корея като независима социалистическа държава, която представлява интересите на всички корейци. Член 15 постановява, че Корейската Народно-Демократичната Република защитава демократичните национални права, защитени от интернационалното право. Съществуват 4 социални групи: работници, селяни, войници и работещи интелектуалци. Държавните органи са организирани и действат на принципа на демократичния централизъм. Другите членове от тази глава се отнасят до отношението към масите, до „чхонсан-ни“ метода, до движението "Three Team Revolutions". Конституцията постановява, че външната политика и дейност се основават на принципите за независимост, мир и приятелство. Дипломатически, политически, икономически и културни връзки трябва да бъдат установени с всички приятелски държави, като се основават на принципите за равенство, независимост, взаимно уважение, ненамеса във вътрешните работи и взаимна изгода.
В глава 2 се разглежда икономиката. Конституцията декларира, че средствата на производство са собственост на държавата и на кооперативните организации. Природните ресурси, най-големите заводи и предприятия, пристанища, банки, транспортни и телекомуникационни организации също са собственост на държавата, а по-дребните – на кооперативните организации. Член 21 постановява, че личната (частна) собственост за целите на лична употреба не е за лични облаги; всеки излишък е държавна собственост. Частната собственост по закон е наследствена. Планираната национална икономика е под управлението на работната система Таен.
Културата, образованието и здравеопазването се разглеждат в 3 глава. Член 45 постановява, че образователната система е 11-годишна, като 1 година е предучилищна. Образованието е безплатно, т.е. осигурява се от държавата. Член 56 постановява, че здравните услуги могат да се ползват от всеки и също са безплатни. Здравното осигуряване и образованието се разглеждат и в Глава 5 на конституцията.
Глава 5 основно разглежда правата и задълженията на гражданите. Право на гласуване имат гражданите над 17-годишна възраст; те могат да заемат длъжност, без значение на пол, раса, образование, политически възгледи, религия и др. Гражданите от въоръжените сили също могат да гласуват или да бъдат избирани. Хора с психически отклонения, както и тези, подвеждани под съдебна отговорност нямат това право. Според Член 67 гражданите имат свобода на речта, на публикации, на демонстрации и т.н. Имат право да работят (Член 70), според възможностите си. Член 71 осигурява схемата на работните часове, ваканциите, платените отпуски и др. Член 76 дава на жените равни права и социален статус. Също и отпуск по майчинство и по-кратко работно време, когато имат големи семейства. Брака и семейството са под крилото на държавата.
Глава 6 – „Държавни институции“ съдържа 80 члена и 8 секции и е най-голямата глава в Конституцията на Северна Корея. Покрива Великото Народно Събрание, президента, Комисията по национална сигурност, Централния Народен Комитет, Държавния Административен Съвет, местните народни събрания и комитети, местните административни и икономически комитети, както и съдилищата и прокуратурата.
Глава 7 – национален герб, знаме, столица; Според Конституцията има 2 причини Пхенян да е столица; свещената планина РаекШ-зап трябва да бъде прибавена към герба.